# ヨンシェーピン県ランスティング
ヨンシェーピン県ランスティング (Landstinget i Jönköpings län) はヨンシェーピン県の公衆衛生と医療、福祉を主に担当するランスティングである。ランスティング議会(landstingsfullmäktige)の定数は81名。会派は中央の議会に議席を持っている8政党で構成されている。第一党はスウェーデン社会民主労働党で、全議席中28議席を占める。
議会の決定を実行する機関として、執行委員会（委員は議員間の互選）を設けている。